# São Roque do Pico
São Roque do Pico (sɐ̃ũ 'ʁɔk(ɨ) du 'piku) è un comune portoghese di 3 394 abitanti (2011) situato nella regione autonoma delle Azzorre.

## Società

### Evoluzione demografica
| Popolazione di São Roque do Pico (1849 – 2004) | Popolazione di São Roque do Pico (1849 – 2004) | Popolazione di São Roque do Pico (1849 – 2004) | Popolazione di São Roque do Pico (1849 – 2004) | Popolazione di São Roque do Pico (1849 – 2004) | Popolazione di São Roque do Pico (1849 – 2004) | Popolazione di São Roque do Pico (1849 – 2004) | Popolazione di São Roque do Pico (1849 – 2004) | Popolazione di São Roque do Pico (1849 – 2004) |
| ---------------------------------------------- | ---------------------------------------------- | ---------------------------------------------- | ---------------------------------------------- | ---------------------------------------------- | ---------------------------------------------- | ---------------------------------------------- | ---------------------------------------------- | ---------------------------------------------- |
| 1849                                           | 1900                                           | 1930                                           | 1960                                           | 1981                                           | 1991                                           | 2001                                           | 2004                                           | 2011                                           |
| 7618                                           | 6314                                           | 5112                                           | 5292                                           | 3678                                           | 3675                                           | 3629                                           | 3705                                           | 3394                                           |

## Freguesias
- Prainha
- Santo Amaro
- Santo António
- Santa Luzia
- São Roque do Pico